# Тавано, Ася
Ася Тавано (итал. Asya Tavano; род. 6 июня 2002) — итальянская дзюдоистка, бронзовый призёр чемпионата мира 2024 года в смешанном командном турнире, серебряный призёр чемпионата Европы 2025 года, трёхкратный бронзовый призёр чемпионатов Европы 2022, 2023 и 2025 годов, бронзовый призёр III Европейских игр 2023 года.

## Биография
Ася Тавано борется в весовой категории свыше 78 килограммов и представляет Италию на международной спортивной арене.
В 2022 году удачно выступила на чемпионате Европы в Софии, заняла третье место в категории свыше 78 килограммов. В поединке за бронзу одолела соперницу из Польши Ингу Волщчак. 
В 2023 году на III Европейских играх в Кракове, в соревнованиях смешанных команд, в составе Итальянской сборной стала обладателем бронзовой медали. 
В ноябре 2023 года, во французском Монпелье, на чемпионате Европы, итальянская дзюдоистка в весовой категории свыше 78 кг стала обладателем бронзовой медали, в поединке за третье место победила нидерландскую спортсменку Карен Стевенсон. 
Весной 2024 года на чемпионате мира в Объединённых Арабских Эмиратах, Ася завоевала бронзовую медаль в смешанном командном турнире дзюдоистов.
В апреле 2025 года на чемпионате Европы в Подгорице в весовой категории свыше 78 кг завоевала бронзовую медаль. В схватке за третье место победила соперницу из Нидерландов Марит Кампс.